# وحدة جينية
وحدة جينية أو وحدة وراثية حسب تعريف علم اللغة هي مجموع اللغات التي صدرت من لغة مشتركة سابقة، غالبًا اما تكون افتراضية (اللغة الأصلية / اللغة البدائية / اللغة الأساسية، اللغة المشتركة). وبالتالي، كحد أقصى، فإن كل عائلة لغوية هي وحدة جينية، نظرًا لأن جميع لغات عائلة اللغة مشتقة من لغة أولية، وكذلك تشكل وحدة جينية كل مجموعة فرعية من عائلة لغوية (عائلة فرعية) يتم تحديدها جينيًا. طريقة الاختيار هي ما يسمى «طريقة المقارنة».
كل لغة معزولة هي أيضًا وحدة جينية. تشكل الوحدات الجينية في شجرة عائلة عائلة لغوية جميع اللغات التي تنتمي إلى عقدة واحدة (نظرية شجرة العائلة). يعتبر أعضاء الوحدة الجينية من اللغات ذات القرابة جينيًا.
أمثلة: الهندوجرمانية كعائلة لغوية هي وحدة جينية، لكن كذلك فروعها الرومنسية والسلافية والجرمانية تمثل أيضًا وحدات جينية، إذ تُرجع إلى اللغات الأولية (لاتينية وسلافية أولية، وجرمانية بدائية). ضمن الجرمانية، تشكل اللغات الجرمانية الغربية (الألمانية واليديشية واللوكسمبرغية و البنسلفانية والهولندية والأفريقانية والإنجليزية و الفريزية) وحدة جينية. من ناحية أخرى، لا تشكل مجموعة «الألمانية والإنجليزية والفرنسية» وحدة جينية.
يمكن أيضًا فهم مصطلح الوحدة الجينية على أنه يعني «خصائص» مجموعة لغوية تمثل وحدة جينية. مثال: «لقد ثبتت الوحدة الجينية لمجموعة (ما) دون أي شك.»
دائمًا ما تكون قرابة اللغات في الوحدة الجينية أكبر من أي لغة خارج هذه الوحدة. غالبًا ما يكون تحديد الوحدات الجينية داخل عائلات اللغات أمرًا صعبًا جدًا من الناحية المنهجية، خاصة إذا كانت العائلة تتكون من لغات متشابهة جدًا (انظر. اللغات التركية) أو بين لغات ظواهر اتصالها اللغوي تحجب أصلها الجيني.
كقاعدة، تتطلب اللغويات المقارنة لتحديد الوحدة الجينية إثبات الابتكارات (مستحدثات، اقتصاد لغوي) التي تحدث فقط في لغات الوحدة المراد تحديدها. على سبيل المثال، يُميز ما يسمى التحول الصوتي الجرماني وحدة اللغات الجرمانية داخل اللغات الهندوجرمانية. في كثير من الأحيان تستخدم طرق المعجمية كذلك لتحديد الوحدات الجينية. ويعد استخدام معايير تنميطية وجغرافية أمرًا شائعًا، ولكنه غير مقبول بمعنى تصنيف جيني صارم.

## مؤلفات
- Helmut Glück: Metzler Lexikon Sprache. Metzler-Verlag, Stuttgart und Weimar 2000.
- Hadumod Bußmann: Lexikon der Sprachwissenschaft (= Kröners Taschenausgabe. Band 452). 2., völlig neu bearbeitete Auflage. Kröner, Stuttgart 1990, ISBN 3-520-45202-2.
- Merritt Ruhlen: A Guide to the World's Languages. Classification. Arnold Publishers, London-Melbourne-Auckland 1991.

## روابط إنترنت
- غيرهارد يغر: كيف تساعد المعلوماتية الحيوية في اسبناء تاريخ اللغة. جامعة توبنغن، ص.   1-27

## حواشي
1. ↑  Johann-Mattis List: Historische Aspekte der komparativen Methode Historische Aspekte der komparativen Methode. Eine kurze Übersicht, Universität Ulm, Johann-Mattis List, 12. März 2009, S. 1–16 نسخة محفوظة 24 يوليو 2020 على موقع واي باك مشين.
2. ↑  Johann-Mattis List: Linguistische Rekonstruktion: Theorien und Methoden. Institut für Sprache und Information, Heinrich Heine Universität Düsseldorf, Düsseldorf 2009 نسخة محفوظة 24 يوليو 2020 على موقع واي باك مشين.
3. ↑  Wolfgang Wildgen: Wie viele Methoden verkraftet die Kontaktlinguistik? Universität Bremen, S. 1–18 نسخة محفوظة 24 يوليو 2020 على موقع واي باك مشين.